# Carles Bas i Peired
Carles Bas i Peired (Barcelona, 3 d'agost de 1922 - Barcelona, 6 de març de 2020) fou un biòleg català. Fou responsable de l'àrea de zoologia de la Gran enciclopèdia catalana. Fou director de l'Institut de Ciències del Mar entre 1983 i 1987. Membre de la Secció de Ciències Biològiques de l'Institut d'Estudis Catalans i de l'Acadèmia de Ciències i Arts de Catalunya, fou president de la Societat Catalana de Biologia entre 1975 i 1979.

## Obra publicada
- La pesca en España, Cataluña (1955) en col·laboració amb Manuel Rubió i Lois i Enrique Morales.
- Quelques caractéristiques des propriétés biologiques et dynamiques des espèces vivantes en eaux profondes (zone Méditerranée) (1959).
- Consideraciones sobre el crecimiento de la caballa (Scomber scombrus) en el Mediterráneo español (1959-60).
- Aspectos del crecimiento relativo en peces del Mediterráneo occidental (1964).
- La pesca a Catalunya (1981).